# Julien Chabert
Pour les articles homonymes, voir Chabert.
Julien Chabert (Saint-Dié, 9 janvier 1905 - Domarin, 26 juillet 1978), est un militaire et ingénieur agronome français, Compagnon de la Libération. Travaillant dans la culture cotonnière en Afrique, il est mobilisé lors de la Seconde Guerre mondiale et décide de se rallier à la France libre. Il participe alors aux combats en Afrique, au Moyen-Orient et en Italie avant de prendre part à la libération de la France. Il poursuit ensuite sa carrière d'agronome en Afrique.

## Biographie

### Jeunesse et engagement
Julien Chabert naît le 9 janvier 1905 à Saint-Dié, dans les Vosges. Il fait ses études à l'école nationale supérieure agronomique de Montpellier et en ressort avec un diplôme d'ingénieur agronome. Devançant l'appel, il devient élève officier de réserve en 1924 à Saumur puis, avec le grade de sous-lieutenant, continue son service militaire au 29e régiment de dragons à Provins. Une fois libéré, il est engagé à la compagnie de culture cotonnière du Niger et est basé à Diré au Soudan français.

### Seconde Guerre mondiale
Il se trouve en congé en France lorsqu'est déclarée la Seconde Guerre mondiale. Mobilisé avec le grade de lieutenant, il est renvoyé en Afrique et prend le commandement d'une compagnie du bataillon de tirailleurs sénégalais no 6 (BTS no 6). Ayant entendu l'appel du général de Gaulle, il décide de poursuivre la lutte contre le Troisième Reich et de rejoindre la France libre. Le 11 juillet 1940, en compagnie des officiers et sous-officiers européens du BTS no 6, il parvient jusqu'à la colonie britannique de Gold Coast où il s'engage dans les forces françaises libres. Il retourne ensuite dans les colonies françaises et est affecté aux forces de police du Cameroun puis au 1er régiment de tirailleurs du Cameroun. En novembre 1940, il participe à la campagne du Gabon.
En janvier 1941, il rejoint le bataillon de marche no 4 (BM4) et part pour la Palestine. Avec son unité, il prend part à la campagne de Syrie en juin puis aux combats d'Éthiopie d'août 1941 à mai 1942. Promu capitaine, il passe quelques mois au Levant puis, en janvier 1943, il suit le BM4 en Libye où celui-ci est intégré à la 1re division française libre (1re DFL). Il participe à la campagne de Tunisie puis intègre le corps expéditionnaire français en Italie.
Engagé dans la campagne d'Italie, il s'illustre le 19 mai 1944 près de Pontecorvo où il parvient à tenir sa position avec ses tirailleurs malgré la violence du feu ennemi. Sérieusement blessé au cours du combat, il refuse d'être évacué avant d'avoir pu transmettre ses consignes à son remplaçant. Rapidement rétabli, il retrouve le BM4 pour participer au débarquement de Provence en août 1944. Il participe dès lors à tous les combats de la 1re DFL pour la libération de la France. Parvenu jusqu'au Rhin, il est démobilisé.

### Après-guerre
Après le conflit, il retrouve sa place à la compagnie du Niger où il travaille jusqu'à sa retraite en 1960. Il se retire alors à Domarin en Isère. Julien Chabert meurt le 26 juillet 1978, à Bourgoin-Jallieu et est inhumé à Domarin.

## Décorations
|  |  |  |
|  |  |  |

| Officier de la Légion d'honneur[Quand ?]                      | Officier de la Légion d'honneur[Quand ?]                      | Compagnon de la Libération                                           | Compagnon de la Libération                                           | Croix de guerre 1939-1945 Avec une palme      | Croix de guerre 1939-1945 Avec une palme      |
| Médaille coloniale Avec agrafes "AFL", "Somalie" et "Tunisie" | Médaille coloniale Avec agrafes "AFL", "Somalie" et "Tunisie" | Médaille commémorative des services volontaires dans la France libre | Médaille commémorative des services volontaires dans la France libre | Officier de l'Ordre de l'Étoile noire (Bénin) | Officier de l'Ordre de l'Étoile noire (Bénin) |